# Powałki (osada leśna)
Powałki – osada leśna w Polsce położona w województwie pomorskim, w powiecie chojnickim, w gminie Chojnice.
W latach 1975–1998 miejscowość administracyjnie należała do województwa bydgoskiego.